# Пецос, Атанасиос
Атанасиос Пецос (греч. Αθανάσιος «Θάνος» Πέτσος; род. 5 июня 1991[…], Дюссельдорф) — греческий футболист, защитник, выступал в сборной Греции.

## Биография

### Клубная карьера
Пецос родился в Дюссельдорфе, футболом начал заниматься в местной команде «Дюссельдорф 99». В 2001 году присоединился к молодёжной академии «Байер 04». В 2010 году Атанасиос дебютировал за вторую команду «Байера». В сезоне 2010/11 он провел в ней 8 игр, одновременно, продолжив выступать за молодёжную команду. 24 апреля 2010 года против «Ганновера» Пецос провёл первый матч в Бундеслиге.
Летом 2010 года Пецос подписал четырёхлетний контракт с «Байером», и был тут же отдан в аренду на 2 года в «Кайзерслаутерн», по окончании которой присоединился к только что вышедшему в Бундеслигу «Гройтеру». Летом 2013 перешёл в австрийский «Рапид».
В сезоне 2016/17 Пецос подписал трехлетний контракт с «Вердером». В августе 2017 года Пецос на правах аренды вернулся в «Рапид». В январе 2020 года Пецос перешел в «Тироль».

### Карьера в сборной
5 августа 2011 года тренер сборной Греции Фернанду Сантуш выпустил Пецоса на поле в числе троих новичков команды в матче против сборной Мальты по футболу в рамках квалификационных игр Чемпионата Европы по футболу 2012 года.

## Достижения
- Серебряный призёр чемпионата Австрии (2): 2013/14, 2014/15